# 18456 Mišík
18456 Mišík è un asteroide della fascia principale. Scoperto nel 1995, presenta un'orbita caratterizzata da un semiasse maggiore pari a 2,2610923 UA e da un'eccentricità di 0,0958382, inclinata di 7,13391° rispetto all'eclittica.
L'asteroide è dedicato a Vladimír Mišík, un chitarrista rock e blues ceco, cantante e cantautore.